# Nahualá
Nahualá —llamada anteriormente Nagualá— es uno de los municipios que componen el departamento de Sololá en la República de Guatemala. Está situado a 29 kilómetros de la cabecera departamental, el municipio de Sololá, y tiene una extensión territorial de 4518 kilómetros cuadrados.
El 12 de agosto de 1872, cuando la Revolución Liberal de 1871 ya había triunfado seis años después de la muerte del general conservador Rafael Carrera, el gobierno de facto del presidente provisorio Miguel García Granados creó el nuevo departamento de Quiché tomando gran parte de los extensos territorios de los departamentos Totonicapán/Huehuetenango y Sololá/Suchitepéquez y en ese momento, Nahualá pasó a ser parte del nuevo departamento de Totonicapán.

## Demografía
La población del municipio aumentó de 51.939 habitantes en 2002 hasta aproximadamente 87.319 habitantes en 2018. La mayor parte de la población pertenece a la etnia K'iche'. La principal ocupación es la agricultura, actividad a la que se dedican generalmente los varones.

## División política
Las aldeas y poblados del municipio son, entre otros: Xejuyup, Pasac palacal, Aldea Palacal, Xe äbaj, Paraxquim, Chiquix, Pachutiquim, Tzamjuyub, Pabinalá, Patzij, Chojojché, Xepatuj, Quiaqaswan, Palanquix, Pachipac, Patzite, Pasajquim palacal, Xolcaja, Kullil, Raqantakaj, Balambaj, Xexaq, Payo´xajá, Pajoca, Pa kamache, Paculam, Paquila, Tzucubal palacal .[cita requerida].
Actualmente Las aldea Más grandes y pobladas que tiene el municipio de Nahuala son:
Aldea Palacal y Aldea Xejuyup ..
Las cuales tienen casi El %50 del territorio Nahualense..
Por esa razón esas dos aldea son la pieza clave para La economía Local.

## Geografía física

### Clima
La cabecera municipal de Nahualá tiene dos Clases de  climas: Caliente( Boca Costa) y  templado(Tierra Fría) (Clasificación de Köppen: Cwb).
| Parámetros climáticos promedio de Nahualá | Parámetros climáticos promedio de Nahualá | Parámetros climáticos promedio de Nahualá | Parámetros climáticos promedio de Nahualá | Parámetros climáticos promedio de Nahualá | Parámetros climáticos promedio de Nahualá | Parámetros climáticos promedio de Nahualá | Parámetros climáticos promedio de Nahualá | Parámetros climáticos promedio de Nahualá | Parámetros climáticos promedio de Nahualá | Parámetros climáticos promedio de Nahualá | Parámetros climáticos promedio de Nahualá | Parámetros climáticos promedio de Nahualá | Parámetros climáticos promedio de Nahualá |
| Mes                                       | Ene.                                      | Feb.                                      | Mar.                                      | Abr.                                      | May.                                      | Jun.                                      | Jul.                                      | Ago.                                      | Sep.                                      | Oct.                                      | Nov.                                      | Dic.                                      | Anual                                     |
| ----------------------------------------- | ----------------------------------------- | ----------------------------------------- | ----------------------------------------- | ----------------------------------------- | ----------------------------------------- | ----------------------------------------- | ----------------------------------------- | ----------------------------------------- | ----------------------------------------- | ----------------------------------------- | ----------------------------------------- | ----------------------------------------- | ----------------------------------------- |
| Temp. máx. media (°C)                     | 17.4                                      | 18.5                                      | 19.8                                      | 20.8                                      | 20.0                                      | 18.7                                      | 18.4                                      | 19.0                                      | 18.5                                      | 17.9                                      | 18.0                                      | 17.7                                      | 18.7                                      |
| Temp. media (°C)                          | 10.0                                      | 11.0                                      | 12.1                                      | 13.8                                      | 14.6                                      | 14.0                                      | 13.6                                      | 13.5                                      | 13.8                                      | 13.1                                      | 11.7                                      | 11.0                                      | 12.7                                      |
| Temp. mín. media (°C)                     | 2.7                                       | 3.5                                       | 4.5                                       | 6.8                                       | 9.2                                       | 9.3                                       | 8.9                                       | 8.0                                       | 9.1                                       | 8.3                                       | 5.5                                       | 5.4                                       | 6.8                                       |
| Precipitación total (mm)                  | 3                                         | 4                                         | 4                                         | 32                                        | 147                                       | 178                                       | 138                                       | 178                                       | 272                                       | 120                                       | 15                                        | 1                                         | 1092                                      |
| Fuente: Climate-Data.org                  |                                           |                                           |                                           |                                           |                                           |                                           |                                           |                                           |                                           |                                           |                                           |                                           |                                           |

### Ubicación geográfica
Nahualá está en el departamento de Sololá y sus colindancias son:
- Norte: Totonicapán, departamento de Guatemala
- Sur: 
  - Samayac y San Francisco Zapotitlán, municipios del departamento de Suchitepéquez
  - Suchitepéquez, departamento de Guatemala
- Este: Santa Catarina Ixtahuacán, municipio de Sololá
- Oeste:
  - Cantel y Zunil, municipios de Quetzaltenango
  - Zunilito, municipio del departamento de Suchitepéquez[6]

|                              | Norte: Totonicapán                                  |                                 |
| Oeste: Cantel Zunil Zunilito |                                                     | Este: Santa Catarina Ixtahuacán |
|                              | Sur: Samayac San Francisco Zapotitlán Suchitepéquez |                                 |

## Gobierno municipal
Los municipios se encuentran regulados en diversas leyes de la República, que establecen su forma de organización, lo relativo a la conformación de sus órganos administrativos y los tributos destinados para los mismos.  Aunque se trata de entidades autónomas, se encuentran sujetos a la legislación nacional y las principales leyes que los rigen desde 1985 son:
| N.º | Ley                                                | Descripción |
| --- | -------------------------------------------------- | --- |
| 1   | Constitución Política de la República de Guatemala | Tiene una regulación legal específica para los municipios en los artículos 253 al 262. |
| 2   | Ley Electoral y de Partidos Políticos              | Ley de carácter constitucional aplicable a los municipios en el tema de la conformación de sus autoridades electas. |
| 3   | Código Municipal                                   | Decreto 12-2002 del Congreso de la República de Guatemala. Tiene la categoría de ley ordinaria y contiene preceptos generales aplicables a todos los municipios, e inclusive contiene legislación referente a la creación de los municipios.             |
| 4   | Ley de Servicio Municipal                          | Decreto 1-87 del Congreso de la República de Guatemala. Regula las relaciones entra la municipalidad y los servidores públicos en materia laboral. Tiene su base constitucional en el artículo 262 de la constitución que ordena la emisión de la misma. |
| 5   | Ley General de Descentralización                   | Decreto 14-2002 del Congreso de la República de Guatemala. Regula el deber constitucional del Estado, y por ende del municipio, de promover y aplicar la descentralización y desconcentración económica y administrativa.                                |

El gobierno de los municipios está a cargo de un Concejo Municipal mientras que el código municipal —ley ordinaria que contiene disposiciones que se aplican a todos los municipios— establece que «el concejo municipal es el órgano colegiado superior de deliberación y de decisión de los asuntos municipales […] y tiene su sede en la circunscripción de la cabecera municipal»; el artículo 33 del mencionado código establece que «[le] corresponde con exclusividad al concejo municipal el ejercicio del gobierno del municipio».
El concejo municipal se integra con el alcalde, los síndicos y concejales, electos directamente por sufragio universal y secreto para un período de cuatro años, pudiendo ser reelectos.
Existen también las Alcaldías Auxiliares, los Comités Comunitarios de Desarrollo (COCODE), el Comité Municipal del Desarrollo (COMUDE), las asociaciones culturales y las comisiones de trabajo. Los alcaldes auxiliares son elegidos por las comunidades de acuerdo a sus principios y tradiciones, y se reúnen con el alcalde municipal el primer domingo de cada mes, mientras que los Comités Comunitarios de Desarrollo y el Comité Municipal de Desarrollo organizan y facilitan la participación de las comunidades priorizando necesidades y problemas.
Los alcaldes que ha habido en Nahualá son:
2020-2024 Manuel Guarchaj Tzep
- o

## Historia

### Tras la Reforma Liberal de 1871
Luego de la Reforma Liberal de 1871, el gobierno de facto del presidente provisiorio Miguel García Granados dispuso crear el departamento de Quiché para mejorar la administración territorial de la República dada la enorme extensión del territorio de los departamentos de Totonicapán/Huehuetenango y de Sololá/Suchitepéquez. De esta cuenta, el 12 de agosto de 1872 el departamento de Sololá/Suchitepéquez perdió sus distritos de Suchitepéquez, de la Sierra y de Quiché y Nahualá —o «Nagualá» como se le llamaba entonces— pasó a formar parte del nuevo departamento de Totonicapán, junto con Totonicapán, San Cristóbal, San Francisco El Alto, San Carlos Sija, San Antonio Sija, San Bartolo Agua Caliente, Calel, Momostenango, San Andrés Xecul, Santa María Chiquimula, Santo Tomás Perdido y San Antonio Ilotenango.

## Economía
Debido a lo suave de su clima, en Nahualá se dan muchos productos, entre los más importantes están: maíz, trigo, frijol, café, papá, durazno, zapote, nance, manzana, trigo, cebada y entre otros productos alimenticios.

## Costumbres y tradiciones
La fiesta titular del municipio de Nahualá se celebra entre el 22 y el 27 de noviembre, en honor a su patrona Santa Catalina de Alejandría; el día principal de la fiesta es el 25 de noviembre de cada año.